# 刘宾雁
刘宾雁（1925年2月7日—2005年12月5日），笔名刘浏、刘克、申明、刘子安、金大白等，吉林长春人，中华人民共和国作家、记者和持不同政见者。曾任《人民日报》记者、中国作家协会副主席和独立中文笔会第一任会长。他曾表示「共產黨管一切，唯獨不管共產黨。」。1986年12月，作为党内民主派，他与王若望、方励之二人一同被邓小平点名，鄧要求將其开除党籍。次年1月正式开除，成为党内反对资产阶级自由化的批斗典型。

## 生平
刘宾雁於1925年出生於长春，在哈尔滨长大。1942年初中毕业。1943年起就投身抗日救亡活动，并在同年参加中国共产党地下工作，在1944年加入中国共产党。1945年刘在天津耀华中学任教，1946年至1950年从事青年组织工作。1951年至1957年在《中国青年报》担任记者，发表文学作品，成为中国作家协会会员。劉賓雁不斷揭露中國官員貪腐，並公開要求中國共產黨推行自身改革。

### 被打成「右派」、勞教
1956年4月，刘宾雁在當月《人民文學》雜誌发表小说《在桥梁工地上》；6月和9月，發表《本报内部消息》及其續篇，批判了中共官僚主义体制和压制新闻自由的审查制度，引起全国关注。1957年5月13日，他在《中国青年报》发表文章《上海在沉思中》，批评中共上海市委压制言论自由，影响广泛。劉賓雁被毛泽东指责为“企图制造混乱”，被打成右派。1957年7月19日，《中国青年报》舉行批判劉賓雁之「座談會」。1958年至1962年，刘宾雁被遣送农村劳动改造。1961年至1966年，刘宾雁返回《中国青年报》当杂工。

### 「平反」摘帽，又遭勞改
1966年3月，刘宾雁被「摘帽」；但1966年6月初，又被指「反黨」，並再度被下放农村劳动改造至1977年。

### 改革開放後
1978年至1979年，刘回京担任中国社会科学院《哲学译文》编辑。在1979年获得平反，同年九月发表报告文学《人妖之间》揭露中华人民共和国建国以来地方官员最大贪污案王守信案，在民间引起更大反响。在1979年至1987年期间，他担任《人民日报》高级记者，发表大量揭露社会问题的报道和报告文学作品，如《第二种忠诚》等。1985年在中国作家协会第四届大会上当选为副主席。刘宾雁的作品在1980年代的中国有很大的影响，并使他得到了“中国的良心”的称号。
1986年八六学潮爆发，同年，中国共产党开始反对资产阶级自由化运动。12月30日，在邓小平就八六学潮问题与几位中央负责同志的谈话中，提到刘宾雁说：
对于那些明显反对社会主义、反对共产党的，这次就要处理。可能会引起波浪，那也不可怕。对方励之、刘宾雁、王若望处理要坚决，他们狂妄到极点，想改变共产党，他们有什么资格当共产党员？
与他一同被树立为党内鼓吹“资产阶级自由化”典型的方勵之、王若望是当时的知識領袖。1987年1月，人民日报社纪委正式开除他的党籍，以及公职。

### 赴美講學，公開反對六四鎮壓
1988年春，劉宾雁在美国講學。
1989年六四事件后，刘宾雁公开反对中国人民解放军的武力镇压，宣布在海外开始流亡生活，7月去巴黎与严家其、万润南等人发起成立民主中国阵线，11月被中国作家协会主席团决议開除其中国作家协会会籍，并撤消中国作家协会副主席、主席团委员和理事等职，亦被中国政府禁止返回中国。
2005年2月底，為慶祝刘宾雁80岁生日，海內外一批作家合作出版散文集《不死的流亡者》，劉賓雁親自出席簽名會，另外由旅美雕塑家譚寧製作劉賓雁半身像。2005年2月23日，在普林斯頓大學揭幕，劉亦有到場主持儀式。
劉宾雁於2002年患直腸癌，其後擴散到肺部與肝區，2005年12月5日，當地時間凌晨零時25分左右，刘宾雁因直肠癌在美国新泽西州普林斯顿新布朗斯維克（New Brunswick）之羅伯特·伍德·約翰遜醫院（Robert Wood Johnson University Hospital）去世，终年80岁；告別式於12月10日在普林斯頓凱恩博殯儀館舉行。劉賓雁遺言：「自由民主不能解决中國的所有問題。」2006年6月10日，遗孀朱洪遵其遗愿，携骨灰回到北京，于2010年安葬于天山陵园。

## 家庭
刘宾雁妻子朱洪，1929年生於上海，曾擔任《中國少年報》編輯。1950年與劉賓雁出訪蘇聯時相識相愛，翌年成婚。劉賓雁流亡美國后，她與劉一同編輯两份容易携带、方便邮寄的小报，中文的《大路》和英文的《China Focus》，但由于查禁严厉导致《大路》无法进入中国，最后夭折。刘宾雁去世后，朱洪于2006年6月10日回到北京，居于夫妻旧居人民日报社宿舍，2015年7月15日凌晨於北京逝世。
两人育有一子劉大洪，一女劉小雁，以及孙子劉鼕鼕（又作：刘冬冬），外孙李达宽。

## 文化交流
刘宾雁多次在国外参加文化交流：
- 1982年参加美国爱荷华国际写作计划。
- 1988年春在美国加州大学洛杉矶分校讲学。
- 1988—1989年在美国哈佛大学担任尼曼（NIEMAN）新闻研究员。
- 1989—1990年在哈佛三一学院担任访问学者。
- 1989年秋在德国柏林任DAAD基金会访问作家，并访问东德、匈牙利、捷克斯洛伐克、保加利亚等前东欧国家，研究苏联东欧民主运动发展经验。
- 1990年在美国华盛顿伍德罗·威尔逊中心担任访问学者。
- 1991—1992年在美国普林斯顿大学担任访问学者、“中国学社”理事。
- 1992—1996年在美国普林斯顿担任“中国学社”执委会委员。
- 1999年在瑞典斯德哥尔摩大学亚太中心担任访问学者，同年担任“自由亚洲电台”特约评论员。
- 1992—1999年期间，刘宾雁创办《中国焦点》（CHINA FOCUS）英文月刊并任主编，报道中国社会动态，1993—1996年又创办中文月刊《大路》向中国大陆传播新思想及国际民主化动态，但刊物进入中国大陆十分有限。
- 2001年被选为独立中文笔会首任会长。

## 获奖情况
- 1981年、1983年、1985年、1987年四度获得中国作协颁发全国报告文学奖
- 1987年获得美国民主教育基金会奖
- 1990年获得哈佛三一学院荣誉博士学位
- 1991年美国纽约言论自由基金会奖
- 2003年美国纽约人权观察海尔曼、赫米特奖

## 评价
刘宾雁被外界舆论认为是一个改革者和腐败观察家。刘在去世前经常在香港媒体上发布批评中国腐败的文章，并同时担任美国出资建立的自由亚洲电台的特约评论员和独立中文笔会主席。他曾被美國《時代》周刊譽為中國英雄。。《紐約時報》稱劉是極富使命感的調查記者，因為在《人民日報》等刊物發表文章、評論，成為在中國大陸廣為人知、最受欽佩的作家之一；「作為一個黨員和中共官方出版物的撰稿人，在一個歷史上幾乎不存在公開的異見表達的國家——這也許是有關他職業生涯最了不起的一點。」

## 作品

### 反右以前
- 《在桥梁工地上》特写，1956年4月《人民文学》，1956年 作家出版社
- 《本报内部消息》特写，1956年6月《人民文学》，《内部消息》1957年 工人出版社
- 《道是无情却有情》评论，《本报内部消息》续篇，1956年9月《人民文学》

### 文革以后
- 《人妖之间》报告文学，1979年9月《人民文学》，
- 《一个人和他的影子》报告文学(1980)
- 《毕竟有声胜无声》报告文学(1980)
- 《路漫漫其修远兮》（1981年）
- 《好人啊，你不该这样软弱》（1981）
- 《告诉你一个秘密》（1982年）,收5篇报告文学。
- 《艰难的起飞》（1982）湖南人民出版社。收录8篇报告文学。
- 《起飞的浩歌》报告文学（1982）安徽人民出版社
- 《关东奇人传》（1983年）文联出版公司；1986年 上海文艺出版社
- 《因为我爱》（1984年）工人出版社（收4篇报告文学，写了三个好人。难得的只写好人的书）
- 《第二种忠诚》 (1985)
- 《人血不是胭脂》（1986年）
- 《未完成的埋葬》（1986年）10月《报告文学》
- 《我的日记》1986，湖南人民出版社（1984年8月 至1985年5月的日记）
- 《关于一次无效采访的报告》 1988年第12期《人民文学》
- 《我的自白》（1989）年四川文艺出版社（代序：我的自白，收录8篇报告文学）
- 《美国这个谜》（1989）中国文联出版公司。随笔集，收刘宾雁的七篇关于美国的随笔和三篇关于法德的随笔，以及所附的聂华苓的一篇随笔。

### 赴美以后
- 《中国的危机与希望》演讲，1988年12月2日 在马里兰大学
- 《走出千年泥泞》2004-2005，刘宾雁网坛
- 时政评论（2005年1-6月 ）刘宾雁网坛
- 时政评论（2005年7-9月 ）刘宾雁网坛

### 文集
- 《刘宾雁报告文学选》（1980），四川人民出版社。收入5篇报告文学，附录3篇四川机电工业报告。
- 《刘宾雁报告文学选》（1981），北京出版社。收入7篇报告文学。
- 《刘宾雁论文学与生活》（1985），人民文学出版社；分三辑，附1952-1985文艺评论著译年表
- 《刘宾雁报告文学选》（1988），华岳文艺出版社。收入8篇报告文学
- 《刘宾雁自选集》（1988），中国文联出版公司。收入14篇报告文学，附1956-1986作品目录。

### 译著
- 《真理的故事》（话剧）苏联M•阿丽格尔著，1950，华东新华书店
- 《苏联少年先锋队的工作》（论文）苏联安德列夫等著，1950，中国青年出版社
- 《在西北利亚某地》（话剧）苏联伊林娜•伊吾什尼科娃著，1950，东北新华书店
- 《苏联列宁共青团团史》 苏联列宁共青团中央委员会宣传鼓动部编，1952，中国青年出版社
- 《一个青年小组 》苏联B?柯热维娜著，1952，中国青年出版社
- 《红领巾》（话剧）苏联谢•米哈尔柯夫著，1954，上海少儿出版社
- 《苏联戏剧创作发展的几个问题》（论文）苏联何?法捷耶夫等著，1954，人民文学出版社
- 《论马雅可夫斯基诗作的思想性和技巧》（论文）苏联彼尔卓夫著，1955，作家出版社
- 《在中等水平上》 苏联A•卡里宁著，1956，作家 出版社
- 《小雪花》 苏联维•柳化莫娃著，1956，上海少儿出版社
- 《1976—1990年世界经济的主要趋向》 匈牙利姆•希毛伊领导的研究组编著，1978，人民文学出版社
- 《论美和艺术》（专论）苏联波斯彼洛夫著，1981，译文出版社

## 相关书籍
- 《劉賓雁紀念文集》黃河清、一平、北明 编，明鏡出版社，2006年12月初版。 ISBN 1-932138-48-x